# Olga Šplíchalová
Olga Šplíchalová (Třebíč, Checoslovaquia, 1 de septiembre de 1975) es una deportista checa que compitió en natación, en las modalidades de piscina y aguas abiertas.
Ganó una medalla de bronce en el Campeonato Europeo de Natación de 1993, en los 800 m libre, y una medalla de oro en el Campeonato Europeo de Natación en Aguas Abiertas de 1993, en la prueba de 5 km.
Participó en dos Juegos Olímpicos de Verano, en los años 1992 y 1996, ocupando el sexto lugar en Barcelona 1992, en la prueba de 800 m libre.

## Palmarés internacional
| Campeonato Europeo en Piscina Corta | Campeonato Europeo en Piscina Corta | Campeonato Europeo en Piscina Corta | Campeonato Europeo en Piscina Corta |
| Año                                 | Lugar                               | Medalla                             | Prueba                              |
| ----------------------------------- | ----------------------------------- | ----------------------------------- | ----------------------------------- |
| 1993                                | Sheffield (Reino Unido)             | Medalla de bronce                   | 800 m libre                         |

| Campeonato Europeo | Campeonato Europeo      | Campeonato Europeo | Campeonato Europeo |
| Año                | Lugar                   | Medalla            | Prueba             |
| ------------------ | ----------------------- | ------------------ | ------------------ |
| 1993               | Slapy (República Checa) | Medalla de oro     | 5 km               |